# Ratujmy co się da!!
Ratujmy co się da!! – studyjny album polskiego zespołu rockowego Budka Suflera. Płyta została nagrana w przerwach w trasie koncertowej promującej album Giganci tańczą. Został wydany w 1989 przez wytwórnię Polskie Nagrania „Muza” na 2 płytach LP, a w 1997 na płycie CD przez wytwórnię New Abra.

## Skład
- Krzysztof Cugowski – wokal
- Romuald Lipko – instrumenty klawiszowe, gitara basowa
- Tomasz Zeliszewski – instrumenty perkusyjne
- Stanisław Zybowski – gitara
- Piotr Płecha – gitara basowa

## Lista utworów
1. "Jestem stąd" (Romuald Lipko – Tomasz Zeliszewski) – 4:08
2. "Ratujmy co się da" (Romuald Lipko – Bogdan Olewicz) – 4:30
3. "Mnie to nie dotyczy" (Romuald Lipko – Tomasz Zeliszewski) – 4:10
4. "Z bagażem swoich lat" (Romuald Lipko – Tomasz Zeliszewski) – 5:42
5. "Jesteś wszystkim na cały rok" (Romuald Lipko – Tomasz Zeliszewski) – 5:02
6. "Klaustrofobia" (Romuald Lipko – Marek Dutkiewicz) – 4:55
7. "Obraz bez ram" (Romuald Lipko – Tomasz Zeliszewski) – 4:09
8. "Co komu do tego" (Romuald Lipko – Marek Dutkiewicz) – 4:22
9. "Dzień Robinsona" (Romuald Lipko – Tomasz Zeliszewski) – 4:48
10. "Czy ty siebie znasz" (Romuald Lipko – Bogdan Olewicz) – 5:19
11. "Złe towarzystwo" (Stanisław Zybowski – Tomasz Zeliszewski) – 3:17
12. "Nieśmiertelnie piękna twarz" (Stanisław Zybowski – Bogdan Olewicz) – 4:55
13. "To nie tak miało być" (Romuald Lipko – Bogdan Olewicz) – 6:22
14. "Czas wielkiej wody" (Romuald Lipko, Krzysztof Cugowski – Bogdan Olewicz) – 4:31
15. "Temat z filmu Pay Off" (Romuald Lipko) – 6:30